# Stephan Hoffmann (Fußballspieler)
Stephan Hoffmann (* 9. August 1950; † 21. November 1985) war ein deutscher Fußballspieler, der in der Bundesliga für Tennis Borussia Berlin aktiv war.

## Karriere
Der von Schwarz-Weiß Spandau zum Spandauer SV gekommene Hoffmann, kam von 1968 bis 1973 bei den Rot-Weißen aus dem Stadion an der Neuendorfer Straße auf insgesamt 97 Ligaspiele mit sechs Toren in der damals zweitklassigen Fußball-Regionalliga Berlin. Nachdem er mit dem Club aus der Spandauer Altstadt in der Saison 1972/73 um den Klassenerhalt spielen musste, wechselte er zur letzten Saison der alten zweitklassigen Regionalliga, 1973/74, innerhalb Berlins zu Tennis Borussia. Unter Trainer Georg Gawliczek gehörte er somit der Meistermannschaft der lila-weißen „Veilchen“ an, die mit 63:3 Punkten souverän den Titel in Berlin erobern konnten. In 21 Ligaspielen erzielte der Verteidiger dabei ein Tor. An der Seite von Mitspielern wie Hubert Birkenmeier (Torhüter), Peter Eggert, Norbert Siegmann, Jürgen Rumor, Gino Ferrin, Reinhard Adler, Hans Sprenger, Norbert Stolzenburg (33 Regionalligatore) und Dieter Schollbach setzte sich das von Gönnern wie Jack White, Hans Rosenthal, Wolfgang Gruner und Fritz Gretzschel unterstützte Team aus Charlottenburg überraschend auch in der Aufstiegsrunde durch und zog zur Saison 1974/75 in die Fußball-Bundesliga ein. Hoffmann hatte alle acht Aufstiegsrundenspiele gegen die Konkurrenz des FC Augsburg, Rot-Weiß Oberhausen, Borussia Neunkirchen und FC St. Pauli bestritten und ein Tor erzielt.
In der Saison 1974/75 gehörte er ebenfalls der ersten Mannschaft an und absolvierte neben den Neuzugängen Karl-Heinz Schnellinger, Ditmar Jakobs und Peter Geyer insgesamt 17 Bundesligaspiele. Dennoch stieg sein Team in die 2. Bundesliga ab, in der Hoffmann in der darauf folgenden Saison nur noch ein Spiel (TeBe-Gütersloh 0:1) bestritt. 1976 verließ er den Verein.
Im November 1985 starb Hoffmann im Alter von 35 Jahren.